# Can Cardoner (Mataró)
Can Cardoner és un edifici del municipi de Mataró (Maresme) que forma part de l'Inventari del Patrimoni Arquitectònic de Catalunya. És una obra dissenyada per Josep Puig i Cadafalch i realitzada pel serraller mataroní March.

## Descripció

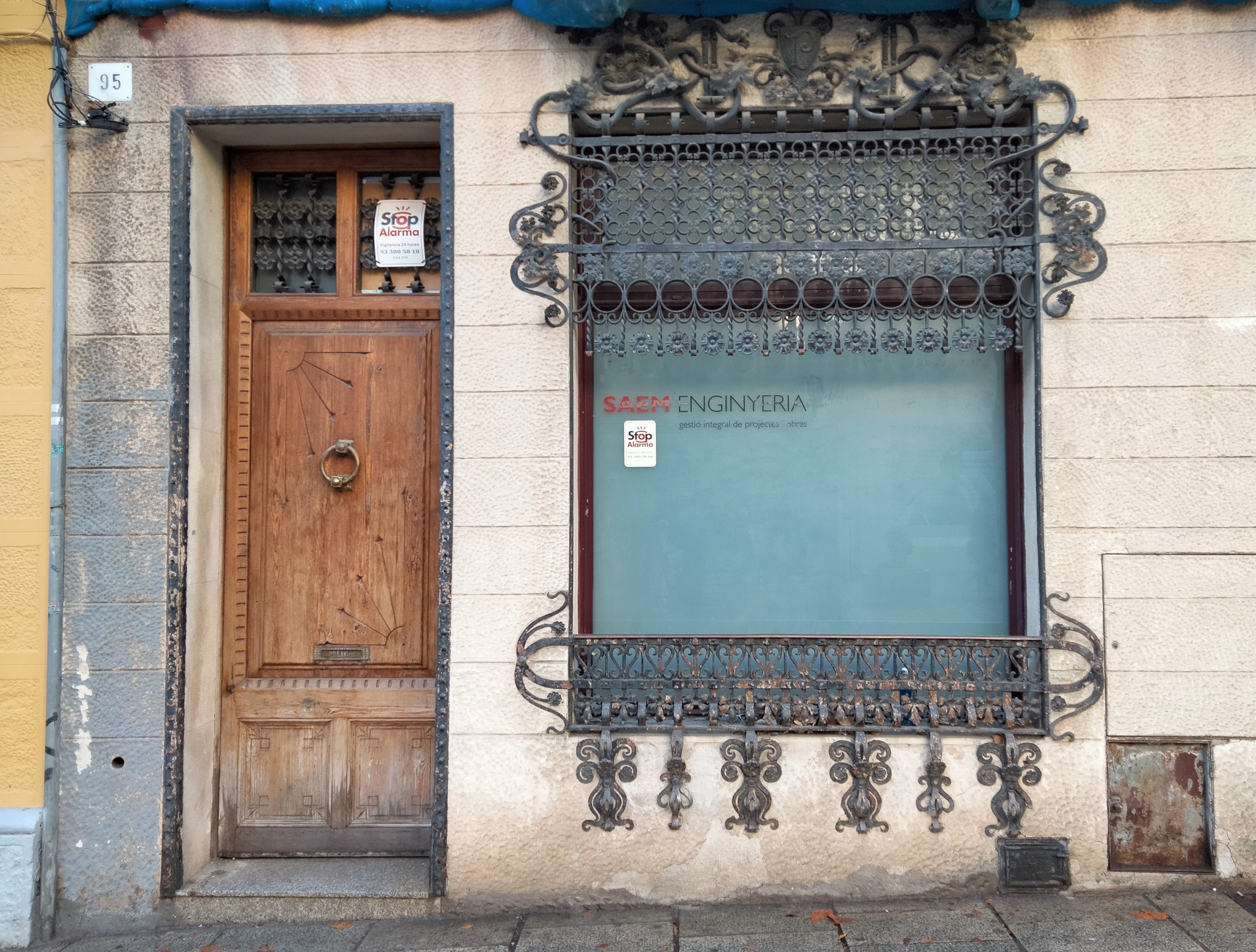
Detall dels baixos, amb la reixa modernista

La reixa de ferro de la finestra de la planta baixa té un valor singular. La seva finalitat és més decorativa que de tanca protectora. Està dividida en dues parts: una d'inferior, sobre l'ampit, i una altra de superior. Pel que fa al seu disseny, es caracteritza pel barroquisme ornamental: elements florals i geomètrics, línies sinuoses i ondulants entrellaçades, motius vegetals... La reixa s'extralimita de l'espai que ocupa la finestra i s'expandeix sobre el mur.